# 2024年パリパラリンピックのキリバス選手団
2024年パリパラリンピックのキリバス選手団は、2024年8月28日から9月8日までフランスのパリで開催された2024年パリパラリンピックキリバス選手団の名簿。今大会、キリバスはパラリンピック初参加となった。

## 選手団
- 人員: 選手 1人
- 開会式旗手: オンギオウ・ティメオン

## 種目別選手・スタッフ名簿及び成績

### 陸上
| 選手                   | 種目           | 結果  | 順位 |
| ---------------------- | -------------- | ----- | ---- |
| オンギオウ・ティメオン | 男子砲丸投 F11 | 6.46m | 8位  |